# Neochmia
Neochmia är ett fågelsläkte i familjen astrilder inom ordningen tättingar. Släktet omfattar traditionellt fyra arter som förekommer på södra Nya Guinea och i Australien:
- Rödbrynad astrild (N. temporalis)
- Blodastrild (N. phaeton)
- Sävastrild (N. ruficauda)
- Plommonhättad astrild (N. modesta)

Genetiska studier visar dock att de inte är varandras närmaste släktingar. Sävastrild och plommonhättad astrild bildar istället en grupp med målad astrild (Emblema pictum) och ringastrild (Stizoptera bichenovii, traditionellt i Taeniopygia). De har därför lyfts ut i egna släkten, Bathilda respektive Aidemosyne. 
BirdLife International urskiljer ytterligare en art i Neochmia i begränsad mening, "vitbukig blodastrild", Neochmia (phaeton) evangelinae.